# I Guess That's Why They Call It the Blues
I Guess That's Why They Call It the Blues is een nummer van de Britse zanger Elton John uit 1983. Het is de eerste single van zijn zeventiende studioalbum too Low for Zero.
Op het nummer speelt Stevie Wonder een mondharmonicasolo. Het nummer werd vooral op de Britse eilanden, in Noord-Amerika en in Zuid-Afrika een hit. In het Verenigd Koninkrijk bereikte het nummer de 5e positie. In Nederland moest het nummer het echter met een 10e positie in de Tipparade stellen, desondanks werd het daar wel een radiohit. De Vlaamse Radio 2 Top 30 werd wel gehaald; daar haalde het nummer de 14e positie.